# Aeropedellus helanshanensis
Aeropedellus helanshanensis är en insektsart som beskrevs av Zheng, Z. 1992. Aeropedellus helanshanensis ingår i släktet Aeropedellus och familjen gräshoppor. Inga underarter finns listade i Catalogue of Life.